# Ekolns Segelklubb
Ekolns Segelklubb, ESK, är en ideell förening bildad 1913. Föreningen har bland annat som ändamål att främja kappsegling och fritidssegling. Sedan 1933 har föreningen sin verksamhetsplats och hamn vid Skarholmen i södra Uppsala. Hamnen har idag 230 platser och huserar nästan enbart segelbåtar. Föreningen är även en av 18 föreningar som kvalificerats sig för deltagande i den nationella seglings ligan Allsvenskan Segling där även Uppsala Segelsällskap deltar.